# مطار بن غوريون الدولي

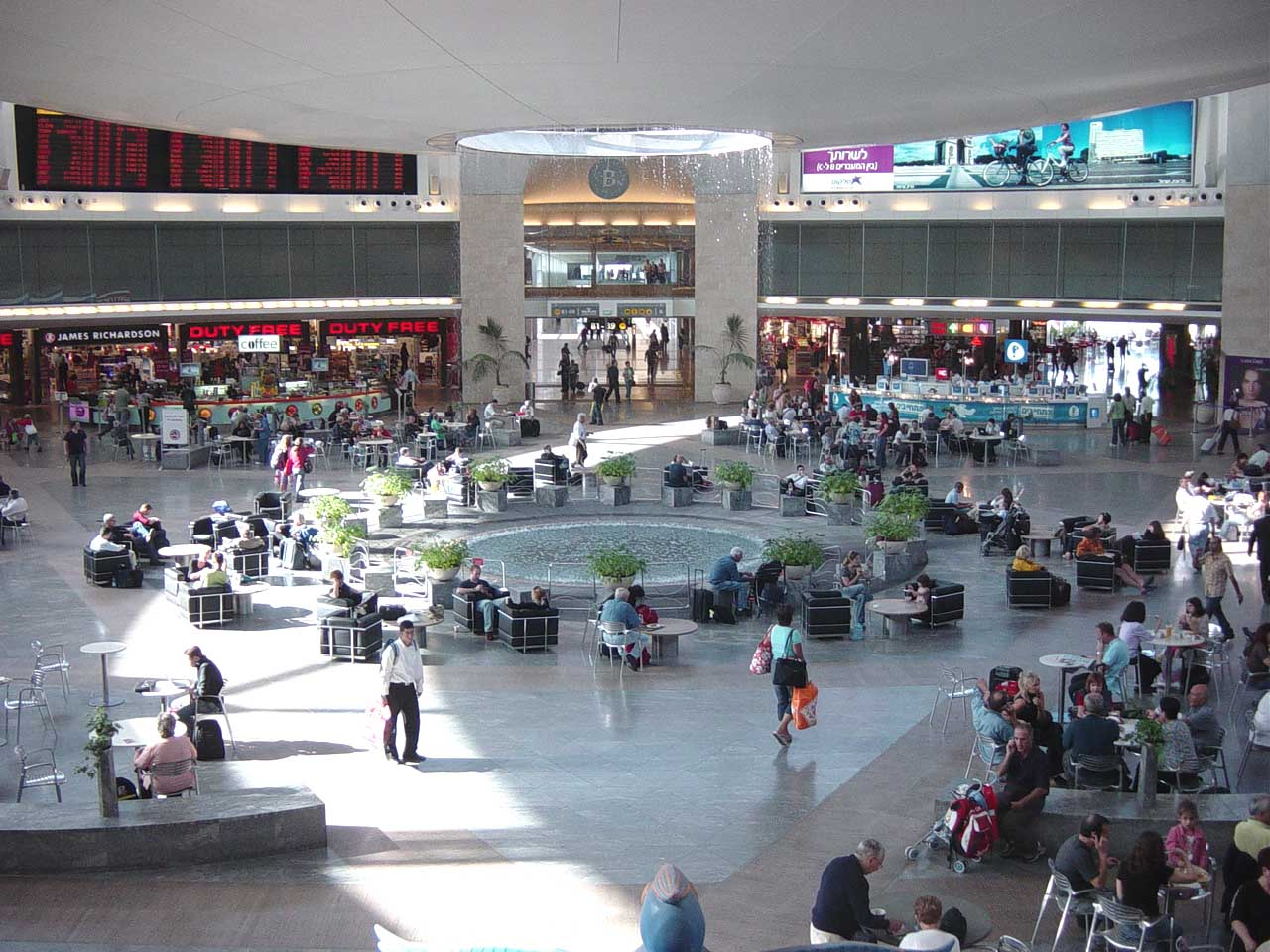
في المطار

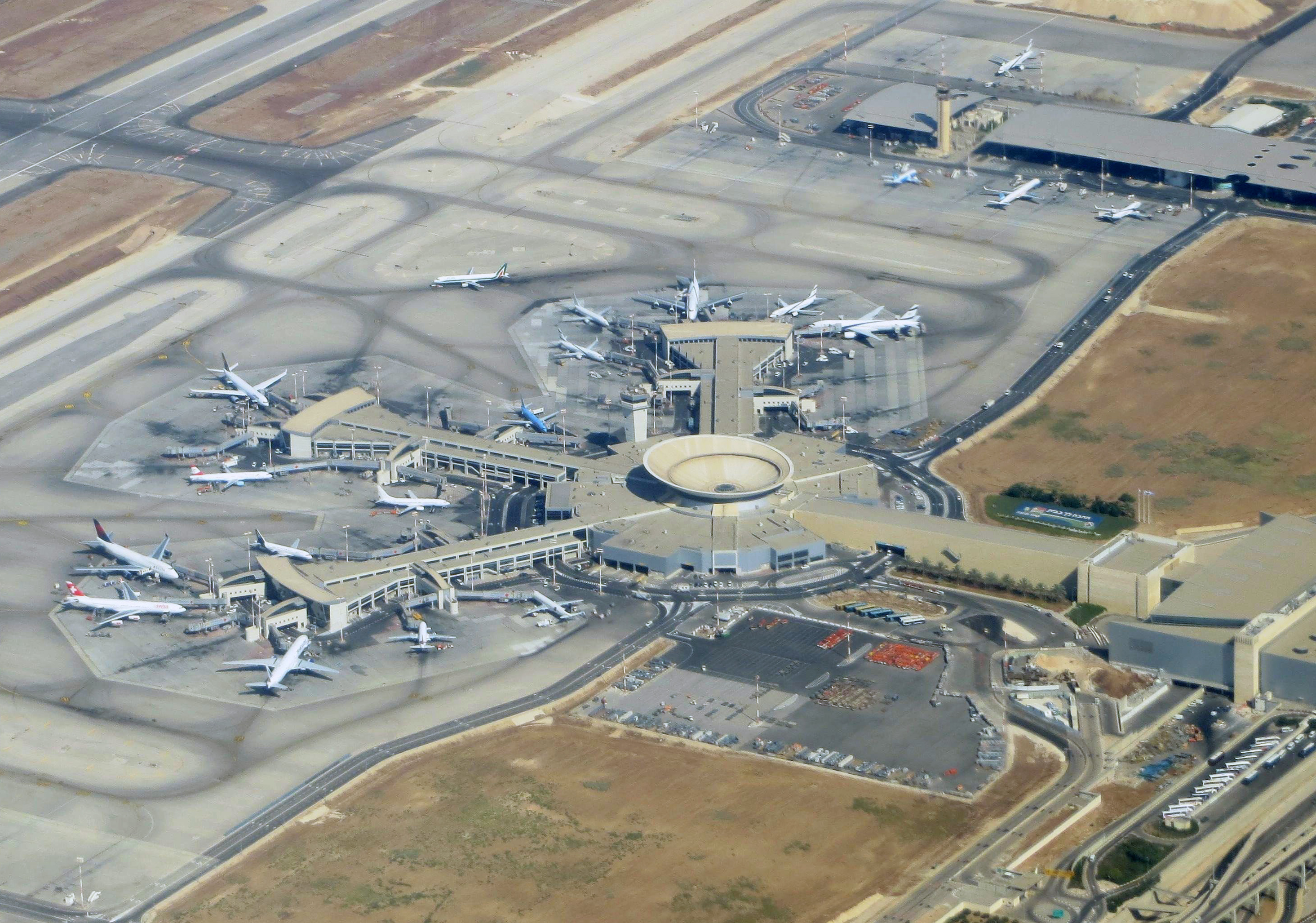
مطار بن غوريون من الجو، قبل بناء الجناح E على الجانب الشرقي من المحطة. 2012

مطار بن غوريون الدولي (الأصل مطار اللد في فلسطين قبل الاحتلال) هو المطار الدولي الرئيسي في إسرائيل، وهو يقع في الضواحي الشمالية لمدينة اللد، على بعد حوالي 45 كم شمال غرب القدس و 20 كم جنوب شرق تل أبيب. في الأصل هو مطار اللد في فلسطين الذي أُعيد تسميته في عام 1973 على يد الاحتلال الاسرائيلي نسبة لديفيد بن غوريون، أول رئيس وزراء لإسرائيل. ويعتبر هذا المطار كمركز عمليات رئيسي لشركات الطيران الإسرائلية: إل عال، يسرائير، أركيا، وصن دور، وتديره سلطة المطارات في إسرائيل، وهي شركة مملوكة للحكومة تدير جميع المطارات العامة في إسرائيل.
في عام 2019، وصل عدد المسافرين الذين استخدموا مطار بن غوريون 24.8 مليون مسافر. ويُعد المطار من بين أفضل خمسة مطارات في الشرق الأوسط نظرًا لخبرته في نقل الركاب ومستوى الأمن العالي فيه، حيث كان المطار هدفاً لعدة هجمات من قبل المقاومة الفلسطينية، لكن لم تنجح أي محاولة لخطف طائرة تقلع من مطار بن غوريون على الإطلاق.
يتمتع مطار بن غوريون بأهمية إستراتيجية قصوى بالنسبة لإسرائيل نظرًا لكونه أحد نقاط الدخول القليلة إلى البلاد لمعظم المسافرين.

## تاريخ

### الحوادث (1972)
كان مطار بن غوريون يعتبر كهدف لهجمات المقاومة الفلسطينية، مما أجبر السلطات الإسرائلية على اعتماد احتياطات أمنية مشددة لتفادي عدم اختطاف أي طائرة تقلع من مطار بن غوريون. من ناحية أخرى، هبطت طائرات مخطوفة من دول أخرى في مطار بن غوريون، مما ساهم في حادثين رئيسيين في تاريخ المطار.
الحادثة الأولى، كانت في 8 مايو 1972، عندما اختطف أربعة فلسطينيين طائرة تابعة لشركة سابينا خلال الرحلة رقم 571، كانت في طريقها من فيينا وأجبروها على الهبوط في مطار بن غوريون. وقد اقتحمت لاحقاً السلطات الإسرائلية الطائرة، مما أسفر عن مقتل اثنين من الخاطفين وأسر الاثنين الآخرين. كما قُتل راكب واحد خلال هذه الحادثة.
في وقت لاحق من ذلك الشهر، في 30 مايو 1972، حدث هجوم عُرف باسم مذبحة مطار اللد، قُتل فيه 24 شخص وجُرح 80، عندما قام ثلاثة يابانيين وهم مؤمنين بعدالة القضية الفلسطينية بإطلاق النيران على منطقة وصول الركاب.

### الثمانينيات
تمت إضافة المزيد من المباني والمدارج على مر السنين، ولكن مع بداية الهجرة الجماعية من إثيوبيا والاتحاد السوفيتي السابق في الثمانينيات والتسعينيات، بالإضافة إلى الزيادة العالمية في رحلات الأعمال الدولية، أصبحت مرافق المطار غير كافية بشكل مناسب، مما دفع إلى تصميم محطة جديدة على أحدث طراز يمكنها أيضًا استيعاب التدفق السياحي المتوقع. تم التوصل إلى قرار المضي قدمًا في المشروع في يناير 1994، ولكن المحطة الجديدة، المعروفة باسم المبنى رقم 3، لم تفتح أبوابها إلا في 2 نوفمبر 2004.

### منذ 2019
في عام 2019، تم افتتاح مطار رامون، ليكون كبديل لمطار بن غوريون في حال إغلاق المطار لأسباب أمنية أو عدم تمكن الطائرات من الهبوط أو الإقلاع بسبب الطقس.
في 13 مايو 2021، قامت السلطات الإسرائيلية بتحويل جميع الرحلات القادمة إلى مطار بن غوريون نحو مطار رامون في الجنوب، وذلك بعد تزايد الهجوم بصواريخ المقاومة الفلسطينية في اتجاه تل أبيب، مما يُشكل خطراً كبيرا على الطائرات.

## 2025
- أعلن المتحدث العسكري باسم جماعة "أنصار الله" اليمنية (الحوثيين)، يحيى سريع، في شهر اغسطس يوم ١ عن تنفيذ عملية عسكرية نوعية استهدفت مطار اللد في منطقة يافا المحتلة، بصاروخ باليستي فرط صوتي من طراز "فلسطين2"، في إطار الرد على جرائم الإبادة الجماعية التي يرتكبها الاحتلال الإسرائيلي بحق الشعب الفلسطيني في غزة.

وقال سريع في بيان متلفز، إن العملية حققت أهدافها بنجاح، وأدت إلى حالة من الذعر في صفوف المستوطنين الإسرائيليين، حيث اندفع أكثر من أربعة ملايين منهم إلى الملاجئ، إضافة إلى توقف حركة الطيران في المطار المستهدف.
وأضاف سريع أن الضربة جاءت "انتصارا لمظلومية الشعب الفلسطيني ومجاهديه"، مؤكدا أن جماعته تتابع تحركات الاحتلال الرامية إلى وقف الجبهة اليمنية الداعمة لغزة.
وقال: "نحن على يقظة عالية وجهوزية تامة للتصدي لكافة التحركات المعادية حتى إفشالها
[]
أعلنت جماعة "أنصار الله" الحوثيين اليمنية، في يوم الاول من شهر اغسطس عن تنفيذ عملية صاروخية نوعية استهدفت مطار بن غوريون في منطقة يافا المحتلة، باستخدام صاروخ باليستي فرط صوتي من طراز "فلسطين 2".
وأوضحت في بيان لها أن العملية أصابت هدفها بدقة، وتسببت في حالة من الهلع دفعت أكثر من 4 ملايين شخص إلى الملاجئ، إضافة إلى توقف حركة المطار.
وأكدت جماعة الحوثي، أن الهجوم جاء ردا على ما وصفته بـ"جرائم الإبادة الجماعية" التي يرتكبها الجيش الإسرائيلي في قطاع غزة، ونصرة للشعب الفلسطيني ومقاومته، مشددة على أن "عملياتها ستتواصل حتى وقف العدوان ورفع الحصار عن القطاع".[]

## وصلات خارجية
- الموقع الرسمي (بالعربية)